# Maebashi Witches
Maebashi Witches (前橋ウィッチーズ Maebashi Uitchīzu?) es una serie de televisión de anime original producida por Sunrise.

## Personajes
Yuina Akagi (赤城 ユイナ Akagi Yuina?)
 Seiyū: Sakura Kasuga
Azu Niisato (新里 アズ Niisato Azu?)
 Seiyū: Hinano Sakikawa
Kyōka Kitahara (北原 キョウカ Kitahara Kyōka?)
 Seiyū: Rena Motomura
Choco Mitsumata (三俣 チョコ Mitsumata Choco?)
 Seiyū: Haruka Minami
Mai Kamiizumi (上泉 マイ Kamiizumi Mai?)
 Seiyū: Honami Momose
Keroppe (ケロッペ?)
 Seiyū: Tomokazu Sugita

## Producción y lanzamiento
Maebashi Witches fue animada por Sunrise. Está dirigida por Junichi Yamamoto y escrita por Erika Yoshida. Cuenta con diseños de personajes originales de Yu Inami, diseños de personajes animados de Nozomi Tachibana y música de Yuri Habuka. La serie se emitió del 6 de abril al 22 de junio de 2025 en Tokyo MX y otras cadenas. El tema de apertura es "Sugosugi Maebashi Witches!" (Super Amazing Maebashi Witches!) interpretado por las cinco personajes principales conocidas colectivamente como las Maebashi Witches. Crunchyroll obtuvo la licencia de la serie fuera de Asia.